# Malá Vrbka
Malá Vrbka é uma comuna checa localizada na região de Morávia do Sul, distrito de Hodonín.